# Viola Simoncioni
Viola Simoncioni (n. 6 mai 1976, Milano, Italia) este o actriță și cântăreață italiană.